# صادق كمونة
السيد صادق بن هاشم كمونة هو محام سياسي عراقي شغل مناصب وزارية خلال العهد الملكي في العراق. ولد في النجف عام 1907 وتوفي عام 1985.
أكمل دراسته الثانوية في النجف، ثم درس في كلية الحقوق.
صادق كمونة من أسرة آل كمونة الحسينية الأعرجية. 
كانت له مكتبة كبيرة فتحها أمام الباحثين والمهتمين، أنشأها سنة 1935 في النجف ثم نقلت إلى بغداد، وتدور موضوعاتها على الفقه والفلسفة والتاريخ والأدب والتراجم وفيها مخطوطات ثمينة.
كان عضوا في جماعة الأهالي وجمعية الإصلاح الشعبي ثم عضوا في الحزب الوطني الديمقراطي الذي كان يتزعمه السيد كامل الجادرجي ثم أصبح نائبا للفترة 1952-1953.
عين وزيرا بلا وزارة ثم شغل منصب وزير الاقتصاد بالوكالة في وزارة محمد فاضل الجمالي الأولى بعد استقالة عبد الرحمن الجليلي في 25 كانون الأول 1953، كما شغل منصب وزير الشؤون الاجتماعية في وزارة أحمد مختار بابان التي سقطت مع سقوط الحكم الملكي إثر ثورة 14 تموز 1958.
كما كان عضوا إجرائيا في مجلس الإعمار عام 1957.

## مؤلفاته
من كتبه:
- كتاب «تقدمة المعرفة» لأبقراط اليوناني، الذي ترجمه للعربية حنين بن إسحاق العبادي، تحقيق نشر عام 1938
- كتاب: «رسالة حي بن يقظان ورسالة الطير» لابن سينا، تحقيق نشر عام 1984
- مخطوطة «ابن حمد يس»

## كتب عنه
- كتاب «صادق كمونة.. دوره السياسي 1928-1958 ودوره الفكري والثقافي»، تأليف الدكتور رجاء كاظم كمونة، وهو ابن أخيه.